# Salomé Kora
Salomé Kpayero Kora Joseph (* 8. Juni 1994 in St. Gallen) ist eine Schweizer Leichtathletin, die sich auf Kurzsprints spezialisiert hat und auch in der Staffel antritt.

## Leben
Salomé Kora wurde in St. Gallen geboren, hat zwei Schwestern und wuchs im Weiler Oberarnegg auf. Im Alter von sechs Jahren zog sie für fünf Jahre mit ihrer Familie nach Benin in Westafrika, woher ihr Vater stammt. Zurück in der Schweiz, besuchte sie die Sekundarschule und danach die Kantonsschule. Sie studierte an der Pädagogischen Hochschule St. Gallen (PHSG) und schloss ihr Studium 2020 mit dem Master ab. Kora wohnt in St. Gallen.

## Sportliche Laufbahn
Kora stieg 2011 in die Leichtathletik ein und spezialisierte sich sogleich auf den Sprint. Über 100 Meter holte sie 2012 den 4. Platz und 2013 den dritten bei den Schweizer Nachwuchsmeisterschaften und wurde 2014 Schweizer U23-Meisterin.
2015 sammelte Kora erste internationale Erfahrungen bei den U23-Europameisterschaften in Tallinn, bei denen sie im 100-Meter-Lauf mit 12,07 s in der ersten Runde ausschied.
2016 stellte sie bei den Europameisterschaften in Amsterdam eine neue persönliche Bestleistung über 100 Meter auf und schied mit 11,65 s im Halbfinal aus, lief mit der 4-mal-100-Meter-Staffel einen neuen Schweizer Rekord in 42,87 s und belegte später im Final in 43,00 s den vierten Platz. Bei den Olympischen Spielen in Rio de Janeiro kam sie mit der Staffel in der 2. Vorlaufserie mit 43,12 s auf den 5. Platz und verpasste den Finaleinzug um 42 Hundertstelsekunden.
2017 qualifizierte sie sich über 100 Meter für die Weltmeisterschaften in London, bei denen sie über 100 Meter mit 11,31 s im Halbfinal ausschied und mit der Staffel im Final in 42,51 s den fünften Platz belegte. Kurz darauf siegte sie bei den Studentenweltspielen in Taipeh in der 4-mal-400-Meter-Staffel mit Ajla Del Ponte, Cornelia Halbheer und Selina von Jackowski in 43,81 s und gewann über 100 Meter in 11,33 s die Bronzemedaille hinter der Jamaikanerin Sashalee Forbes und Irene Siragusa aus Italien.
2018 erreichte Kora bei den Europameisterschaften in Berlin über 100 Meter den Halbfinal und schied dort mit 11,36 s aus. Zudem wurde sie mit der Staffel in 42,30 s Vierte.
2019 nahm sie erneut an der Universiade in Neapel teil und erreichte dort in 11,39 s Rang vier über 100 Meter. Zudem verteidigte sie mit der Schweizer Stafette in 43,72 s ihren Titel. Bei den Weltmeisterschaften in Doha kam sie mit der Staffel und Schweizer Rekord in 42,18 s auf den 4. Platz. 2021 startete sie über 100 Meter bei den Olympischen Sommerspielen in Tokio und schied dort mit 11,25 s in der ersten Runde aus und belegte mit der Staffel in 42,08 s im Final den vierten Platz. Im Jahr darauf belegte sie bei den Weltmeisterschaften in Eugene mit 42,81 s im Final den siebten Platz, und anschliessend schied sie bei den Europameisterschaften in München mit 43,93 s im Vorlauf aus.

## Bestleistungen
(Stand: 16. Februar 2020)
Halle
- 60 Meter: 7,25 s, 20. Februar 2021 in Magglingen
- 200 Meter: 24,69 s, 25. Januar 2015 in Magglingen

Freiluft
- 100 Meter: 11,12 s (+1,2 m/s), 12. Juni 2021 in Genf
- 200 Meter: 23,92 s (+0,6 m/s), 21. Mai 2016 in St. Gallen
- 4 × 100 m: 42,18 s, 5. Oktober 2019 in Doha (SR)

## Erfolge
national
- 2012: 4. Platz Schweizer U20-Meisterschaften (100 m)
- 2013: 3. Platz Schweizer U20-Meisterschaften (100 m)
- 2014: 6. Platz Schweizer Meisterschaften (100 m)
- 2014: Schweizer U23-Meisterin (100 m)
- 2015: 4. Platz Schweizer Hallenmeisterschaften (60 m)
- 2016: Schweizer Hallenvizemeisterin (60 m)
- 2016: Schweizer Vizemeisterin (100 m)

international
- 2015: 20. Platz U23-Europameisterschaften (100 m)
- 2016: 4. Platz Europameisterschaften (4 × 100 m)
- 2016: Halbfinal Europameisterschaften (100 m)
- 2016: 12. Platz Olympische Spiele (4 × 100 m)
- 2017: 5. Platz Weltmeisterschaften (4 × 100 m)
- 2017: 22. Platz Weltmeisterschaften (100 m)
- 2017: 1. Platz Universiade (4 × 100 m)
- 2017: 3. Platz Universiade (100 m)
- 2018: 4. Platz Europameisterschaften (4 × 100 m)
- 2018: 15. Platz Europameisterschaften (100 m)
- 2017: 1. Platz Universiade (4 × 100 m)
- 2017: 4. Platz Universiade (100 m)
- 2019: 4. Platz Weltmeisterschaften (4 × 100 m)
- 2021: 4. Platz Olympische Spiele (4 × 100 m)

## Sponsor
2024 wurde sie Markenbotschafterin von Aldi Suisse, ihrem neuen Hauptsponsor.